# 島崎直幹
島崎 直幹（しまざき なおみき、1885年（明治18年）7月 - 没年不明）は、日本の実業家。渋澤倉庫常務取締役。国際商事取締役。

## 人物
高知県・島崎直敬の長男。1913年、東京帝国大学法科大学政治学科卒業。逓信省、鈴木商店各勤務の後浪華倉庫会社に入り、庶務課長、支配人、専務取締役等を経て1933年、澁澤倉庫に合併と共に取締役兼大阪支店長となり1938年、常務取締役に就任。
趣味は釣り、俳句、水泳、柔道、剣道。宗教は神道。高知県在籍で、住所は東京市大森区馬込町東1丁目。

## 家族・親族
島崎家
- 父・直敬[1][2]
- 妻（1892年 - ?、高知、岡元徳の二女）[1]
- 娘[1]
- 長男・直俊[1]（1917年 - ?、元住友銀行員、土佐商船元社長）
- 三男・直武[1]（1924年 - 1997年、大日本除虫菊社長十六代上山勘太郎の養子）